# Radio Habana Cuba
Radio Habana Cuba (RHC) ist der offizielle internationale Radiosender von Kuba.

## Geschichte
Die Idee eines internationalen kubanischen Radiosenders entstand seitens der Revolutionäre um Fidel Castro in der Endphase des Kampfes gegen die Regierung von Fulgencio Batista. Dieser Sender sollte in der Lage sein, Nachrichten über die kubanische Revolution in die Welt, zu übermitteln. Ein besonderer Fokus galt der Hörerschaft in den USA. 
Die Ausstrahlung des Programms begann am 1. Mai 1961. Anlass waren die Auseinandersetzungen mit den Vereinigten Staaten im Zuge der Kubakrise. Während des Kalten Krieges sendete RHC neben seinem Programm mit Kuba-Bezügen auch Beiträge mit Themen aus Nordvietnam, Nordkorea und der Sowjetunion.

QSL-Karte von Radio Habana Cuba aus dem Jahr 1974

In den 1960er Jahren versuchte RHC mit dem Programm Radio Free Dixie die schwarze Bevölkerung der USA zu Protesten gegen ihre soziale und politische Situation aufzurufen. In den 1980er Jahren wurde daraufhin in den Vereinigten Staaten Radio Martí, ein Anti-Castro-Radio, installiert, das in Richtung Kuba sendete. 
In den 1970er Jahren war das englischsprachige Radioprogramm von RHC in Mitteleuropa auf der Frequenz 15.140 kHz im 19m Band auf Kurzwelle zu empfangen.
In den 1980er Jahren sendete Radio Havanna Cuba zeitweise auf Mittelwellenfrequenzen mit einer stark erhöhten Leistung. Sie ermöglichte dem Sender, auf amerikanischen AM-Radios empfangen zu werden und störte die lokalen US-amerikanischen Mittelwellensender, die auf identischen Frequenzen sendeten.

## Gegenwart
Gegenwärtig sendet RHC wie auch Radio Rebelde Nachrichten aus Kuba, kubanische Musik, Sportprogramme und vor allem politische Kommentare, die den Standpunkt der kubanischen Staatsführung wiedergeben. Die überwiegende Sendezeit wird auf Spanisch ausgestrahlt. Das englischsprachige Programm wird in die Zielgebiete USA (New York, San Francisco, Washington, Chicago mit jeweils unterschiedlicher Programmlänge zwischen einer und sechs Programmstunden pro Tag) und Afrika ausgestrahlt. In Europa ist RHC täglich eine halbe Stunde mit Sendungen auf Französisch sowie Portugiesisch und Arabisch zu empfangen.
Das englischsprachige Programm mit Zielgebiet USA wird (Stand März 2024) über Kurzwelle im 19- und 49-Meter-Band ausgestrahlt.
Insgesamt sendet RHC in acht Sprachen: Spanisch, Englisch, Portugiesisch, Französisch, Haitianisches Kreol, Quechua, Arabisch, Esperanto.
Seit Juli 2025 ist die englischsprachige Online-Seite des Senders von Deutschland aus nicht mehr zu erreichen ().